# اليوم العالمي للتوحد
اليوم العالمي للتوحد يصادف الثاني من أبريل من كل عام، ويهدف إلى التعريف بـه، والتحذير من مرض التوحد.

## إعلانه
عام 2008 بدأ نفاذ اتفاقية حقوق الأشخاص ذوي الإعاقة، وبذلك تم التأكيد من جديد على مبدأ أساسي من مبادئ حقوق الإنسان العالمية للجميع. ويتمثل الغرض منها في تعزيز جميع حقوق الإنسان والحريات الأساسية لجميع الأشخاص ذوي الإعاقة وحمايتها وضمان تمتعهم الكامل بها على قدم المساواة، وتعزيز احترام كرامتهم المتأصلة.
وقد أعلنت الجمعية العامة للأمم المتحدة بالإجماع يوم 2 نيسان/أبريل بوصفه اليوم العالمي للتوعية بمرض التوحد (القرار 139/62) لتسليط الضوء على الحاجة للمساعدة على تحسين نوعية حياة الذين يعانون من التوحد حتى يتمكنوا من العيش حياة كاملة وذات مغزى كجزء لا يتجزأ من المجتمع.

## المواضيع السنوية
اعتبارًا من عام 2012، ركز كل يوم عالمي للتوعية بالتوحد على موضوع محدد حددته الأمم المتحدة.
- 2012: إطلاق طابع بريدي رسمي للأمم المتحدة "لزيادة الوعي""[6]
- 2013: "الاحتفال بالقدرة ضمن إعاقة التوحد"[7]
- 2014: "فتح الأبواب للتعليم الدامج"[8]
- 2015: "التوظيف: ميزة التوحد"[9]
- 2016: "التوحد وأجندة 2030: الإدماج والشمول" تنوع عصبي"[10]
- 2017: "الاستقلال لاذاتي وحق تقرير المصير"[11]
- 2018: "تمكين  النساء والفتيات المصابات بالتوحد"[12]
- 2019: "التكنولوجيا المساعدة, المشاركة الفعالة"[13]
- 2020: "الانتقال إلى مرحلة البلوغ"[14]
- 2021: "الدمجفي مكان العمل "[14]
- 2022: "دمج جودة التعليم للجميع"[15]
- 2023: "تحويل السرد: المساهمات في المنزل، وفي العمل، وفي الفنون، وفي صنع السياسات"[16]
- 2024: "الانتقال من البقاء إلى الازدهار: الأفراد المصابون بالتوحد يشاركون وجهات نظرهم الإقليمية"[17]
- 2025: "تعزيز التنوع العصبي والأمم المتحدة أهداف التنمية المستدامة (SDGs)"[18]

## انظرَ أيضا
- أحد التوحد
- التوحد في المغرب
- علاج التوحد
- مبادرة الإنارة الزرقاء
- مركز دبي للتوحد